# Ферфілд (Каліфорнія)
Ферфілд (англ. Fairfield) — місто (англ. city) в США, в окрузі Солано штату Каліфорнія. Населення — 119 881 особа (2020).
Перші евпропейці з'явилися на території сучасного Ферфілда 1810 року. Місто було засноване 1856 року капітаном Робертом Вотерманом та назване на честь його рідного міста Ферфілд у штаті Коннектикут. Статус міста має з 1903 року.
У місті розташовано кілька промислових підприємств (пивоварний завод, завод з виробництва побутової хімії, цукеркова фабрика), а також база ВПС США Тревіс.

## Географія
Ферфілд розташований за координатами 38°15′24″ пн. ш. 122°2′23″ зх. д. / 38.25667° пн. ш. 122.03972° зх. д. (38.256757, -122.039719).  За даними Бюро перепису населення США в 2010 році місто мало площу 97,47 км², з яких 96,84 км² — суходіл та 0,64 км² — водойми. В 2017 році площа становила 106,92 км², з яких 106,24 км² — суходіл та 0,69 км² — водойми.

### Клімат
| Клімат : Ферфілд                                                             | Клімат : Ферфілд | Клімат : Ферфілд | Клімат : Ферфілд | Клімат : Ферфілд | Клімат : Ферфілд | Клімат : Ферфілд | Клімат : Ферфілд | Клімат : Ферфілд | Клімат : Ферфілд | Клімат : Ферфілд | Клімат : Ферфілд | Клімат : Ферфілд | Клімат : Ферфілд |
| Показник                                                                     | Січ.             | Лют.             | Бер.             | Квіт.            | Трав.            | Черв.            | Лип.             | Серп.            | Вер.             | Жовт.            | Лист.            | Груд.            | Рік              |
| Абсолютний максимум, °C                                                      | 24,4             | 26,7             | 31,7             | 36,7             | 43,9             | 43,9             | 45,6             | 43,9             | 44,4             | 40,0             | 30,6             | 25,6             | 45,6             |
| Середній максимум, °C                                                        | 13,0             | 16,4             | 18,8             | 21,7             | 25,6             | 30,8             | 31,7             | 31,6             | 30,3             | 25,7             | 18,6             | 13,3             | 23,0             |
| Середній мінімум, °C                                                         | 3,1              | 5,1              | 6,3              | 7,7              | 10,2             | 12,2             | 13,3             | 13,3             | 12,5             | 9,9              | 5,9              | 3,3              | 8,6              |
| Абсолютний мінімум, °C                                                       | −7,8             | −4,4             | −6,7             | −1,7             | 1,7              | −0,6             | 4,4              | 4,4              | 3,9              | 0,0              | −6,1             | −9,4             | −9,4             |
| Норма опадів, мм                                                             | 121              | 103              | 78               | 35               | 14               | 4                | 1                | 2                | 6                | 33               | 70               | 109              | 576              |
| Днів з опадами                                                               | 11               | 10               | 9                | 6                | 3                | 1                | 0                | 0                | 1                | 3                | 7                | 10               | 60               |
| ---------------------------------------------------------------------------- | ---------------- | ---------------- | ---------------- | ---------------- | ---------------- | ---------------- | ---------------- | ---------------- | ---------------- | ---------------- | ---------------- | ---------------- | ---------------- |
| Джерело: Western Regional Climate Center (normals and extremes 1950–present) |                  |                  |                  |                  |                  |                  |                  |                  |                  |                  |                  |                  |                  |

## Демографія
Згідно з переписом 2010 року, у місті мешкала 105 321 особа в 34 484 домогосподарствах у складі 25 843 родин. Густота населення становила 1080 осіб/км².  Було 37184 помешкання (381/км²).
Расовий склад населення:
| - 46,0 % — білих - 15,7 % — чорних або афроамериканців - 14,9 % — азіатів - 1,1 % — вихідців з тихоокеанських островів - 0,8 % — корінних американців - 12,6 % — осіб інших рас |

До двох чи більше рас належало 8,8 %. Частка іспаномовних становила 27,3 % від усіх жителів.
За віковим діапазоном населення розподілялося таким чином: 27,1 % — особи молодші 18 років, 62,7 % — особи у віці 18—64 років, 10,2 % — особи у віці 65 років та старші. Медіана віку мешканця становила 33,7 року. На 100 осіб жіночої статі у місті припадало 97,0 чоловіків;  на 100 жінок у віці від 18 років та старших — 94,6 чоловіків також старших 18 років.
Середній дохід на одне домашнє господарство  становив 83 156 доларів США (медіана — 67 364), а середній дохід на одну сім'ю — 89 903 долари (медіана — 75 977). Медіана доходів становила 53 073 долари для чоловіків та 46 036 доларів для жінок. За межею бідності перебувало 13,2 % осіб, у тому числі 17,7 % дітей у віці до 18 років та 8,0 % осіб у віці 65 років та старших.
Цивільне працевлаштоване населення становило 47 104 особи. Основні галузі зайнятості: освіта, охорона здоров'я та соціальна допомога — 22,6 %, роздрібна торгівля — 13,1 %, виробництво — 10,1 %, мистецтво, розваги та відпочинок — 9,4 %.